# Fitopatología

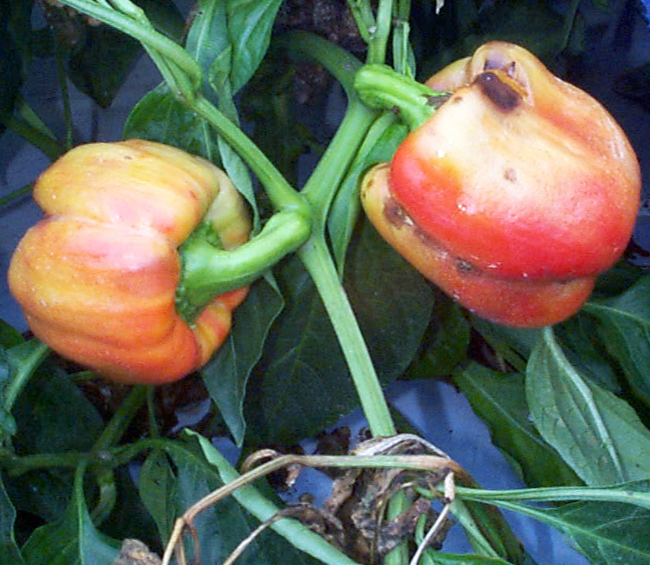
Síntoma de una virosis en pimiento.

La fitopatologia (también llamada patología vegetal) es la ciencia del diagnóstico y control de las enfermedades de las plantas. Cubre el estudio de los agentes infecciosos que atacan plantas y desórdenes abióticos o enfermedades fisiológicas, pero no incluye el estudio de daños causados por herbívoros como insectos o mamíferos. Se calcula que en el mundo se pierden alrededor del diez por ciento de la producción de los alimentos debido a las enfermedades de las plantas.

## Historia y definiciones
No hay un evento único, ningún “suceso extraordinario”, que demarque el comienzo de la fitopatología como un área definida de interés. De hecho, la historia de la patología tiene raíces en común con especialidades médicas, surgiendo en la antigüedad cuando los hombres razonaban sobre las dolencias físicas que sufrían.
Las primeras documentaciones de la enfermedad realmente comienza con la medicina egipcia, donde las fuentes más importantes son el papiro de Edwin Smith (siglo XVII a. C.) y el papiro Ebers (alrededor de 1550 a. C.). Estos registros contienen información sobre diferentes tipos de lesiones óseas, tracoma (valle del Nilo), bultos ulcerantes (¿cáncer?), Parásitos y otras enfermedades.
En la antigüedad estaban al tanto de las enfermedades de las plantas, pero eran incapaces de explicar los sucesos de forma científica, por lo tanto, creían que las enfermedades de las plantas eran “una manifestación de la ira de Dios”, la cual había que evitar.
Para controlar la enfermedad o plaga, dependían meramente de las cosas y sucesos que provocaban las personas; únicamente no ocurriría nada o habría una solución haciendo cosas que agradaran a dios.
En el siglo IV a. C.; los romanos sufrieron continuadas hambrunas provocadas por las repetidas destrucción de cultivos de cereales a causa de royas y otras enfermedades.
```
Su solución fue crear un dios, a quien llamaron Robigus. Para complacer a Robigus, los romanos ofrecieron oraciones y sacrificios en la creencia de que los protegería de las temidas royas, plagas y enfermedades de los cultivos.
```

A medida que avanza la historia tenemos los siguientes sucesos de interés en cuanto al avance sobre la fitopatología:
-Teofrasto (IV-III a.c.).-las plantas naturales no tienen tantas enfermedades como los cultivares (Historia de las plantas (IV, 14, 2).
-XVI-XVII. Janssen (1560) inventor del microscopio y Hooke (1667) descubrió la célula vegetal. La teoría de la generación espontánea frenaba las ideas más avanzadas. Era un dogma.
-1700-1800. Linnaeus (1753) “Species Plantarum” clasificó las plantas,sistema binario animó a otros a clasificar enfermedades.
-Sheiden y Schwann (XIX) Teoría celular. 
-Virchow (XIX-XX) fue el creador de la patología celular.Descubrimiento de hongos y otros patógenos como causantes de enfermedades.
-Michelli (1729) .-observó que partículas de polvo tomadas de un hongo y depositadas sobre un medio nutritivo(melón) desarrollaban el mismo tipo de hongo.
-Needhan estudio por primera vez los nematodos (1743) en el interior de agallas de granos de trigo. Fue partidario de la generación espontánea
-1810 epidemia ocasionada por el tizón de la patata en el N de Europa (especialmente Irlanda) estimuló la investigación. De Bary (1861)demostró que el hongo Phytophtora infestans era el causante de la enfermedad.
-Hartig (1839-1916) padre de la patología forestal. Fue el primero que relacionó la presencia de hifas con la pudrición de la madera de las piñas o de los frutos.
-1876 Pasteur y Koch descubrieron enfermedades en plantas producidas por bacterias.
1889 Mayer reprodujo la enfermedad del “mosaico del tabaco”, 12 años después se supo que se tratabade un virus.
-En el siglo XX se descubrieron que los protozoos y los micoplasmas también podían causar enfermedades.

## Factores bióticos
Son varios los factores que han de tenerse en cuenta para valorar la incidencia de un patógeno sobre un organismo hospedador.
Por una parte la agresividad de un patógeno que se define como su capacidad de penetración, de difusión en el hospedador y de crecimiento en los tejidos de este. Tras la inoculación e incubación del patógeno, el hospedador puede sufrir diversos tipos de daños y aparece la enfermedad. En este caso se dice que el patógeno está dotado de agresividad o virulencia. En caso contrario, se considera desprovisto de ella.
Por otro lado los patógenos pueden presentar diferentes grados de dependencia de su hospedador, se diferencia habitualmente dos grupos de parásitos: 
- Los parásitos estrictos, son altamente dependientes del hospedador. En general no matan las células de las que se nutren. Son específicos o de muy estrecho rango de huéspedes existiendo a veces diferentes cepas o patovares que solo pueden atacar a especies o incluso razas concretas de plantas.
- Los saprofitos tienen un amplio rango de hospedadores, es decir que son polífagos. Matan a la célula por mecanismos enzimáticos antes de alimentarse de su contenido. por lo general son organismos descomponedores de materia muerta que en casos concretos de debilidad en el hospedador pueden colonizar tejidos vivos.

El concepto de susceptibilidad es importante a la hora de analizar la incidencia y severidad de un patógeno en un vegetal. Se considera que una planta es susceptible cuando posee la cualidad de convertirse en sede de una infección, es decir, de servir de hospedador a un patógeno. De este modo una planta es susceptible a un patógeno cuando este es capaz de penetrar, infectar y originar en la planta los síntomas característicos de la enfermedad.
Concepto opuesto a la susceptibilidad es la resistencia, propiedad de una planta para oponerse a la penetración y, por tanto, a la infección, no apareciendo síntomas. Esta susceptibilidad puede ser natural, o inducida según dependa de factores genéticos o esté influida por el medio ambiente. Un cualidad intermedia entre susceptibilidad y resistencia es la tolerancia. Una planta es tolerante cuando el patógeno puede penetrar pero no aparece infección ni síntomas.
En el desarrollo de una enfermedad pueden diferenciarse diferentes etapas:
- Contaminación. Es la llegada del patógeno o del agente infeccioso o inóculo (por ejemplo esporas de hongos) a las proximidades del hospedador.
- Penetración del patógeno. Que puede realizarse bien a través del tejido sano de la planta para lo cual el patógeno ha de poseer estructuras (como estiletes de nematodos) o enzimas digestivas que degraden esos tejidos; o a través de heridas o aperturas naturales de la superficie de la planta (como estomas).
- Infección. Es el proceso en el que el patógeno toma contacto con las células del hospedador de las que posteriormente va a alimentarse.
- Incubación. Es el intervalo de tiempo que transcurre entre la infección y la aparición de síntomas. Depende su duración en gran medida del tipo de patógeno y de los órganos a los que ataque.
- Difusión o invasión. Durante esta etapa el patógeno se extiende más allá de los primeros tejidos colonizados. Patógenos muy específicos suelen limitarse a áreas concretas de la planta, sin embargo otros patógenos son capaces de colonizar diversos tejidos.
- Reproducción del patógeno. Varios grupos de patógenos producen sus estructuras reproductoras en el interior del hospedador, tal es el caso de hongos, virus y bacterias entre otros.
- Diseminación o dispersión del patógeno. Las estructuras reproductoras del patógenos alcanzan la superficie del hospedador y son dispersadas en el medio para, bien colonizar nuevas plantas o bien para mantenerse en el exterior como estructuras de resistencia.
- Supervivencia. Las estructuras de resistencia como esclerocios en hongos o quistes en nematodos se mantiene en el medio ambiente siempre que las condiciones ambientales no sean las adecuadas para infectar un nuevo hospedador.

### Clasificación de los patógenos de plantas

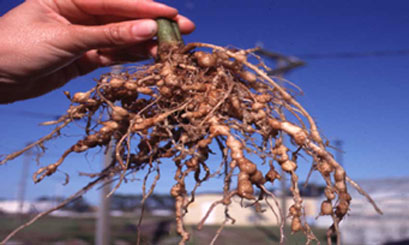
Nódulos en las raíces, síntoma de infección por nematodos.

#### Fungi (Hongos verdaderos)
La mayoría de los patógenos de plantas son hongos de las divisiones ascomicetos, basidiomicetos u oomicetos. 
Una enfermedad fúngica puede ser descrita como policíclica si el agente causal es capaz de producir esporas y reinfectar plantas durante una temporada de crecimiento, o monocíclica si el agente causal debe esperar una nueva temporada. Esta clasificación aplica a regiones con cuatro estaciones donde los patógenos deben producir estructuras específicas para sobrevivir al invierno. Los hongos fitopatógenos también pueden ser definidos por los tipos de esporas que producen y por el método por el cual penetran en la planta. Una vez que el patógeno ha penetrado produce un haustorio y crece dentro de la planta (alimentación biotrófica), o mata las células de su alrededor y se alimenta del tejido muerto (alimentación necrotrófica). La identificación de los patógenos se realiza basándose en los signos y síntomas de la enfermedad. Signos se refieren a la observación de alguna de las estructuras del patógeno (como esporulación). Síntomas son evidencia secundaria producida por la planta de que un patógeno está presente (como el marchitarse de las hojas).
Las principales enfermedades causadas por hongos son mildius, oidios, royas, carbones, agallas y deformaciones, necrosis, chancros, marchiteces foliares, vasculares, etc., podredumbres radiculares, de flores, de frutos, etc. y micosis post-recolección, etc.

##### Basidiomicetos
- Ustilaginomicetos (carbones)
  - Entorrhizomycetidae
  - Ustilaginomycetidae
  - Exobasidiomycetidae
    - Tilletia caries
- Urediniomicetos (royas)
  - Coleosporium tussilaginis
  - Puccinia
  - Cronartium
- Hymenomicetos

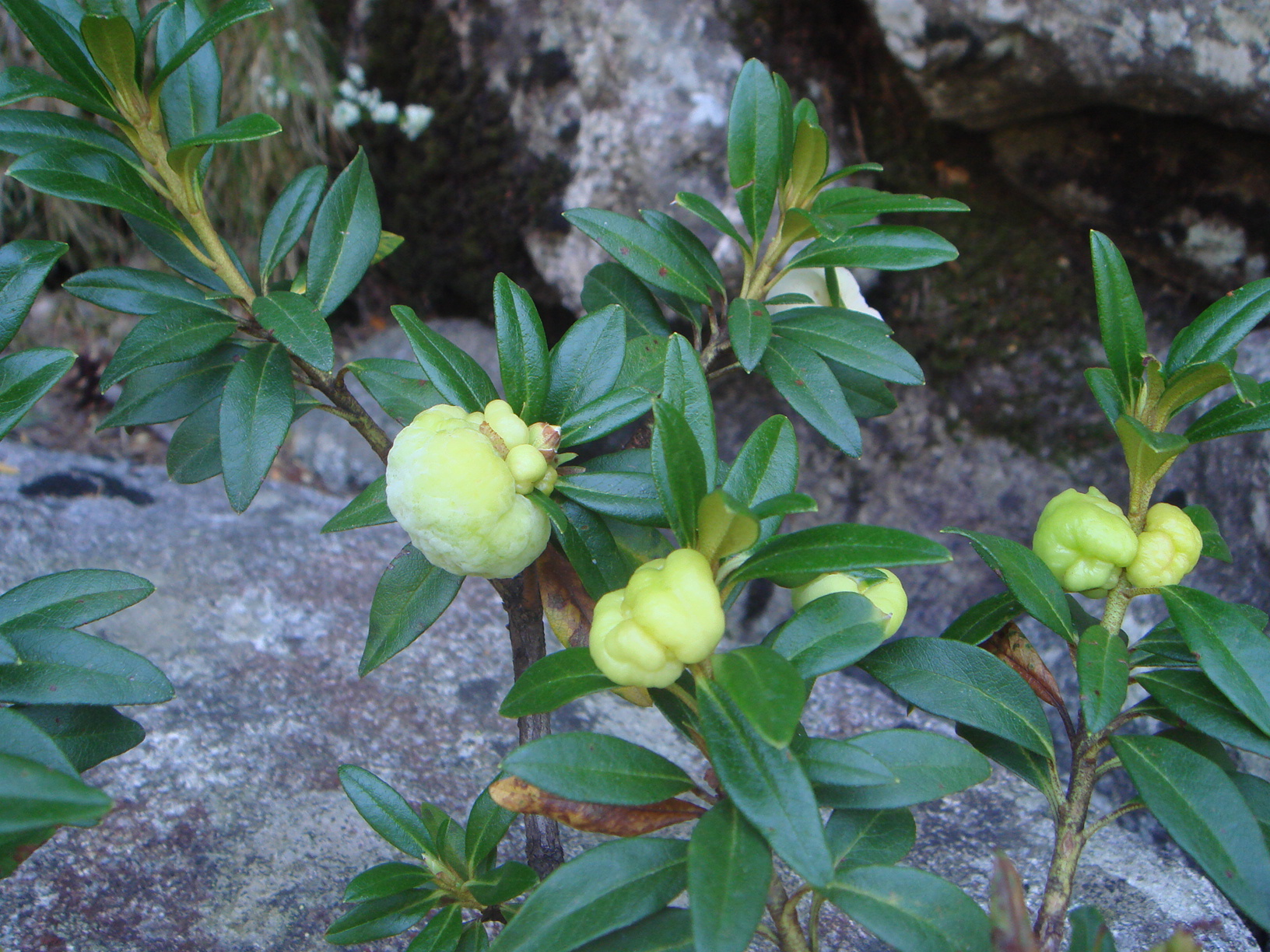
Exobasidium rhodondendri

  - Exobasidiales (parásito de Ericaceae principalmente)
    - Exobasidium vaccinii

  - Auricolariales
    - Rhizoctonia

  - Polyporales (Aphyllophorales u hongos yesqueros)
    - Phymatotrichum
    - Fomitopsis pinicola
    - Heterobasidion annosum

  - Agaricales
    - Armillaria mellea
    - Armillaria ostoyae

##### Oomicetos
- Pythiales
  - Pythiaceae
    - Phytophthora
      - Phytophthora infestans
      - Phytophthora ramorum
      - Phytophthora cinnamomi

    - Pythium
- Peronosporales
  - Peronosporaceae
    - Plasmopara viticola
    - Peronospora farinosa

  - Albuginaceae
    - Albugo candida

##### Quitridiomicetos
- - Synchytrium endobioticum

##### Deuteromicetos
- - Rhizosphaera kalkhoffii
  - Kabatina juniperi
  - Sirococcus conigenus

#### Procariotas
Las bacterias típicamente colonizan espacios intercelulares en distintos órganos o el xilema rodeadas de polisacáridos superficiales, fundamentalmente exopolisacárido (EPS) que aumentan su virulencia. Muchas secretan toxinas que causan daños celulares, entre ellas enzimas que degradan paredes celulares. Algunas, como Agrobacterium tumefaciens transfieren parte de su ADN en un plásmido, el ADN-T, a la célula huésped. Los genes esenciales para la infección (genes de respuesta hipersensible, hrp) aparecen asociados en un clúster de patogenicidad. Muchos de los cuales son similares a los de bacterias patógenas en animales, posiblemente debido a transferencia horizontal y posterior evolución hasta especializarse en la infección de distintos huéspedes.
- Bacterias
  - Agrobacterium
    - Agrobacterium tumefaciens

  - Erwinia
    - Erwinia amylovora

  - Xanthomonas
    - Xanthomonas campestris

  - Pseudomonas
    - Pseudomonas syringae
    - Ralstonia solanacearum

  - Corynebacterium
  - Streptomyces
    - Streptomyces scabies
- Actinobacteria
- Micoplasmas
  - Spiroplasmas
  - Fitoplasmas

#### Virus y viroides
La patogenia causada por virus es muy característica en cuanto a que el patógeno se incorpora a sí mismo en el metabolismo de la célula hospedadora. Después de infectar una célula vegetal viva, el virus se libera de su cubierta proteica e introduce su material genético en el interior del hospedador. El genoma viral se traduce y duplica, ensamblándose numerosas partículas virales nuevas, que utilizan el ácido nucleico y las proteínas recién sintetizadas. El movimiento de los virus desde el lugar de infección a células vecinas se realiza vía simplasto a través de plasmodesmos modificados para permitir el paso de grandes moléculas (como las nucleoproteínas virales), previa inducción de proteínas de movimiento (MPs). Una vez en el floema, la velocidad de movimiento al resto de la planta se incrementa notablemente. 
La mayoría de los virus que atacan a plantas son virus ARN monocatenarios.
- Carlaviridae
  - Virus del mosaico del álamo PopPMV
- Closteroviridae
  - Virus de la tristeza de los cítricos, CTV
- Cucumoviridae
  - Virus del mosaico del manzano, ApMV
- Ilarviridae
  - Virus del enanismo del ciruelo PDV
- Luteoviridae
  - Virus del enanismo amarillo de la cebada, BYDV
- Nepoviridae
  - Virus del entrenudo de la vid GFLV
- Potexviridae
  - Virus X de la patata PVX
- Potyviridae
  - Virus Y de la patata PVY
- Tobamoviridae
  - Virus del mosaico del tabaco, TMV
- Caulimoviridae
  - Virus del mosaico de la coliflor, CaMV
- Virus no agrupados.
  - Virus del mosaico amarillo del trigo, WYMV

#### Nematodos
Los nematodos infectan siempre el sistema radicular. Son biotróficos, poseen un estilete hueco capaz de atravesar las paredes celulares; muchos modifican el metabolismo de la célula infectada e inducen estructuras especializadas en ella para nutrirse, como las células gigantes resultantes de la fusión de varias células por disolución parcial de sus paredes o por mitosis sin citoquinesis. Algunas formas son ectoparásitos, y se alimentan desde la superficie celular, otros son endoparásitos, e invaden el tejido radicular, donde transcurre gran parte de su ciclo vital, formando quistes. 
Dentro de los géneros de nematodos fitoparásitos se encuentran Meloidogyne, Xiphinema, Heterodera, Globodera, Pratylenchus, Ditylenchus, Criconemella (Mesocriconema), Helicotylechus, Longidorus, Trichodorus, Paratrichodorus, Belonolaimus, Radopholus, entre otros.
Los principales síntomas que ocasiona el ataque de nematodos en plantas son lesiones radicales como agallas o raíces artríticas y la consiguiente manifestación en la parte aérea de la planta en forma de debilidad y problemas en el crecimiento y desarrollo de hojas y frutos debido a la falta de nutrientes.

#### Plantas parásitas
Son plantas que han modificado su raíz para poder penetrar en los tejidos de otras plantas (árboles) y obtener de ellos sus nutrimentos, agua y compuestos orgánicos; causando su debilitamiento y susceptibilidad al ataque de otras plagas, o hasta su muerte.
Son numerosas las especies de vegetales parásitos que viven a expensas de otras plantas bien sobre el pie de planta como el muérdago o en el suelo parasitando las raíces como Cuscuta epithymum. Suele diferenciarse dos tipos de organismo vegetal parásito atendiendo a la presencia o no de clorofila, las plantas holoparásitas son aquella cuya alimentación depende totalmente de su hospedador al ser incapaz de realizar actividad fotosintética, las hemiparásitas poseen una cierta independencia del hospedador aunque por los general no pueden sobrevivir sin él.
Son importantes familias de plantas parásitas y hemiparásitas:
- Santalales
  - Englerina
  - Misodendraceae
  - Olacaceae
    - Ximenia

  - Loranthaceae
  - Santalaceae
- Malpighiales
  - Rafflesiaceae
- Lennoaceae
  - Solo algunas especies

## Factores abióticos

### Desórdenes abióticos o fisiológicos
Desórdenes fisiológicos significantes en las plantas traducidos en pérdidas económicas, causados por el entorno abiótico que las rodea, el cual puede provenir de manera natural o de la intervención antrópica.
- Naturales
  - Sequía
  - Daño por congelación o fracturas debido a la nieve o el granizo
  - Inundaciones y pobre drenaje
  - Deficiencia de nutrientes
  - Deposición de sales y/o exceso de minerales solubles
  - Viento (desecación producida por el viento, y fractura por huracanes y tornados)
  - Iluminación sea por exceso o por deficiencia.
  - Incendios forestales (incluidos los producidos por la mano del hombre)
  - Intoxicación por diversos agentes químicos como altas concentraciones de aluminio o cobre en los suelos o altas concentraciones de ozono.
- Acción del hombre (él en sí no es un factor abiótico, pero puede generarlos)
  - Suelo: compactación del suelo
  - Contaminación del aire o del suelo
  - Herbicidas sobre-aplicación
  - Falta de formación de las personas encargadas del manejo de plantas